# Жозефіна Чаплін
Жозефіна Ханна Чаплін (англ. Josephine Hannah Chaplin; 28 березня 1949, Санта-Моніка, Каліфорнія — 13 липня 2023, Париж) — американсько-французька акторка. Дочка Чарлі Чапліна.

## Життєпис
Народилася 28 березня 1949 року у місті Санта-Моніка, штат Каліфорнія, в родині актора і режисера Чарлі Чапліна (1889—1977) та його четвертої дружини Уни О'Ніл (1925—1991), де була третьою з восьми дітей. Її дід з материного боку — американський драматург Юджин О'Ніл (1888—1953). Її дядько — актор Сідні Чаплін (1885—1965). Її старша сестра — акторка Джеральдіна Чаплін (нар. 1944).
В кіно дебютувала в трирічному віці з епізодичною роллю у батьковому фільмі «Вогні рампи» (1952). Пізніше також з'явилася в його фільмі «Графиня з Гонконгу» (1967).
Основна частина її акторської кар'єри була пов'язана з Францією. 1972 року вона зіграла роль Мей, невірної дружини немолодого сера Януарія, у фільмі Пазоліні «Кентерберійські оповідання» за мотивами класичного твору Чосера. Того ж року знялася разом із Лоуренсом Гарві у фільмі Менахема Голана «Втеча до сонця», в якому розповідається про групу людей, що намагаються покинути СРСР, рятуючись від антисемітизму та політичних репресій, а також у драмі «Запах хижаків», де її партнерами стали Моріс Роне і Вітторіо де Сіка. У 1973—1974 роках втілила образ Констанції Бонасьє в комедійних стрічках Андре Юнебеля «Четверо мушкетерів Шарло» та «Четверо проти кардинала».
1976 року знялася в трилері Хесуса Франко «Джек-різник» з Клаусом Кінскі. 1984 року виконала одну з ролей у фільмі Деніела Петрі «Хлопець з затоки» з Лів Ульман і Кіфером Сазерлендом. 1988 року з'явилася у мінісеріалі «Гемінгвей», де зіграла роль Гедлі Річардсон, першої дружини Ернеста Гемінгвея, роль якого виконав Стейсі Кіч.
Протягом багатьох років Жозефіна від імені своїх братів і сестер керувала офісом Чапліна в Парижі та спонсорувала встановлення статуї свого батька у селищі Вотервіл в ірландському графстві Керрі, де часто відпочивала з родиною.
Жозефіна Чаплін померла 13 липня 2023 року у Парижі в 74-річному віці.

## Особисте життя
У 1969—1977 роках Чаплін перебувала у шлюбі з грецьким підприємцем Нікасом Сістоварісом, торговцем хутром. 1971 року народився їхній син Чарлі. Шлюб завершився розлученням. У 1977—1983 роках у фактичному шлюбі з французьким актором Морісом Роне. 1980 року народився їхній син Жульєн. Пара залишалася разом до смерті Роне від раку легень у 55-річному віці. У 1986—2013 роках у шлюбі з французьким археологом Жаном-Клодом Гарденом. 1986 року у подружжя народився син Артур. Шлюб тривав до смерті чоловіка.

## Фільмографія
| Рік  |    | Українська назва                              | Оригінальна назва                                   | Роль                   |
| ---- | -- | --------------------------------------------- | --------------------------------------------------- | ---------------------- |
| 1952 | ф  | Вогні рампи                                   | Limelight                                           | дівчинка на вулиці     |
| 1967 | ф  | Графиня з Гонконгу                            | A Countess from Hong Kong                           | дівчина                |
| 1968 | кф | Франсуа і Франсуаза                           | François et Françoise                               | Франсуаза              |
| 1972 | ф  | Кентерберійські оповідання                    | I racconti di Canterbury                            | Мей                    |
| 1972 | ф  | Запах хижаків                                 | L’odeur des fauves                                  | Едіт                   |
| 1972 | ф  | Втеча до сонця                                | Escape to the Sun                                   | Ніна Каплан            |
| 1973 | ф  | Четверо мушкетерів Шарло                      | Les quatre Charlots mousquetaires                   | Констанція Бонасьє     |
| 1974 | ф  | Четверо проти кардинала                       | Les Charlots en folie: À nous quatre Cardinal!      | Констанція Бонасьє     |
| 1974 | с  | Незвичайні історії                            | Histoires insolites                                 | Анн Тесьє              |
| 1974 | ф  | Червоні ночі                                  | Nuits rouges                                        | Мартіна Леду           |
| 1975 | с  | Людина без обличчя                            | L’homme sans visage                                 | Мартіна Леду           |
| 1975 | ф  | Доктор Франсуаза Гаян                         | Docteur Françoise Gailland                          | Елен Варес             |
| 1976 | ф  | Вершини Зеленої гори                          | Vrhovi Zelengore                                    | Мілена                 |
| 1976 | ф  | Джек-різник                                   | Jack the Ripper                                     | Синтія                 |
| 1976 | ф  | В літній тіні                                 | À l’ombre d’un été                                  | Анна Белллекур         |
| 1977 | с  | Роки ілюзії                                   | Les années d’illusion                               | Жанна Стейнек          |
| 1981 | с  | Екстраординарні історії                       | Histoires extraordinaires                           | леді Ровена Тревеньян  |
| 1982 | ф  | Повстанка                                     | La guérilléra                                       | епізод                 |
| 1984 | ф  | Хлопець з затоки                              | The Bay Boy                                         | Мері Хайссон           |
| 1985 | ф  | Курча під оцтом                               | Poulet au vinaigre                                  | Дельфін Морассо        |
| 1985 | тф | Донадьєн-Франсуа, маркіз де Сад               | Donatien-François, marquis de Sade                  | маркіза де Сад         |
| 1986 | ф  | Збіги                                         | Coïncidences                                        | Мішель                 |
| 1986 | с  | Симфонія                                      | Symphonie                                           | Ніколь Дюссоль-Фонтейн |
| 1987 | с  | Розслідування комісара Мегре: Мегре подорожує | Les enquêtes du commissaire Maigret: Maigret voyage | медсестра              |
| 1988 | с  | Гемінгвей                                     | Hemingway                                           | Гедлі Річардсон        |
| 1989 | с  | Маска                                         | Le masque                                           | Полін                  |
| 1994 | ф  | Нижнє місто                                   | Ciudad Baja                                         | Марія                  |